# Monagri
Monagri (griechisch Μονάγρι) ist eine Gemeinde im Bezirk Limassol in der Republik Zypern. Bei der Volkszählung im Jahr 2021 hatte sie 201 Einwohner.
Der Name des Dorfes wurde aus den Wörtern μονή, „moni“ (Kloster) und αγρίν, „agrin“ (kleines Feld) gebildet. Das heißt, der Name Monagri bedeutet „kleines Klostergut“.

## Lage und Umgebung

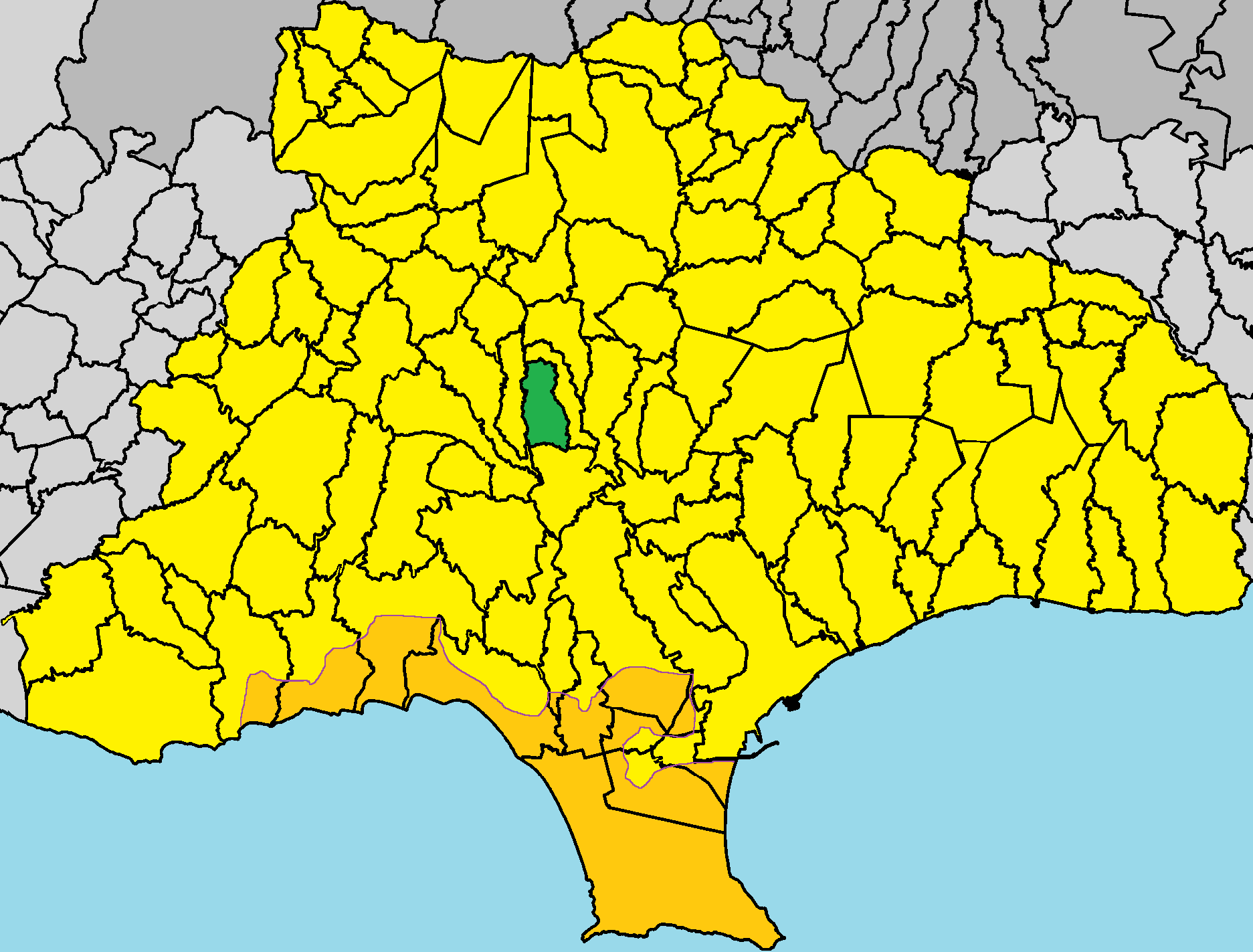
Lage im Bezirk Limassol

Monagri liegt auf der Mittelmeerinsel Zypern auf einer Höhe von etwa 455 Metern, etwa 22 Kilometer nordwestlich von Limassol in der geografischen Region Krasochori. Das etwa 7 Quadratkilometer große Dorf grenzt im Westen an Agios Georgios, im Südwesten an Lofou, im Süden an Alassa und im Norden und Osten an Doros. Das Dorf kann über die Straße E815 erreicht werden, einem Abzweig der B6.
Das Ackerland des Dorfes umfasst Weinreben, Zitrusfrüchte, Johannisbrot, Mandeln, Oliven, Getreide und einige Heilpflanzen.

## Geschichte
Monagri wurde als kleine Siedlung während der byzantinischen Ära gegründet. Während der fränkischen Zeit war Monagri ein Lehen. Laut Florio Bustronio war es zwischen 1464 und 1468 ein Lehen von Polo Connem. Ein Teil seiner Weinberge gehörte Pietro de Levante.

### Bevölkerungsentwicklung
| Jahr      | 1881 | 1891 | 1901 | 1911 | 1921 | 1931 | 1946 | 1960 | 1976 | 1982 | 1992 | 2001 | 2011 | 2021 |
| Einwohner | 290  | 269  | 267  | 283  | 254  | 362  | 354  | 282  | 266  | 210  | 180  | 173  | 175  | 201  |